# Citrus × latifolia
La limetta persiana (Citrus × latifolia (Yu.Tanaka) Tanaka, 1951) è un agrume ibrido, conosciuto anche come  limetta senza semi, limetta di Bearss,  limetta di Tahiti.
È un ibrido artificiale tra la limetta (Citrus × aurantiifolia) e il limone (Citrus × limon).
Esistono altre specie di agrumi che sono chiamate genericamente "limetta" o, commercialmente, "lime" (pronuncia: /ˈlaim/, dall'inglese [ˈlaɪm]).

## Descrizione

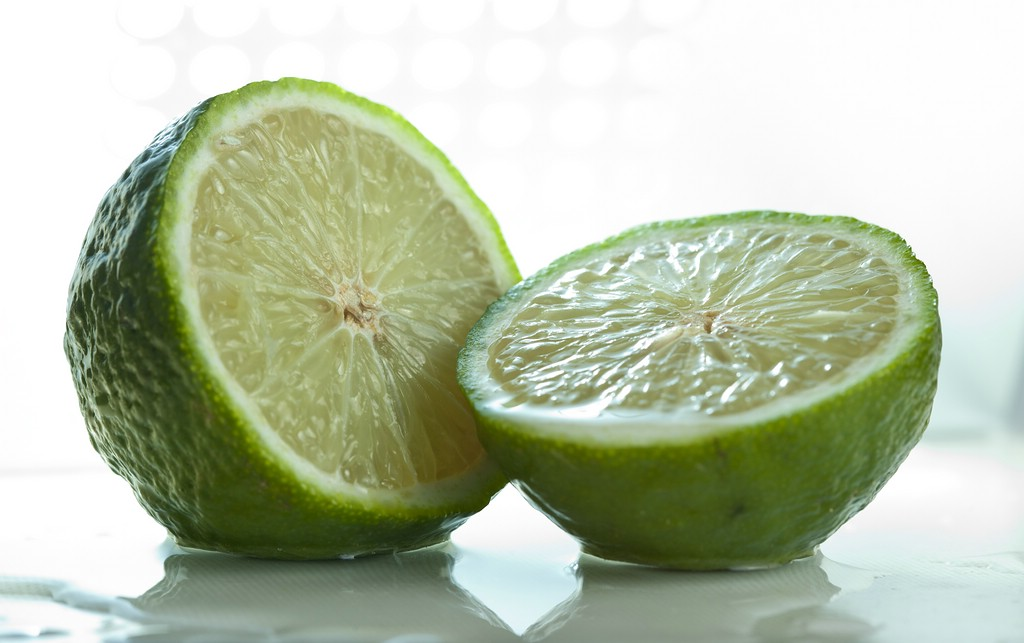
Limetta

L'albero è quasi senza spine, il frutto ha un diametro di circa 6 cm, spesso con le estremità leggermente appuntite, e normalmente si vende ancora verde, mentre a completa maturità diventerebbe giallo. Comunemente è disponibile anche secco, che corrisponde al modo di utilizzo normale nella cucina persiana. Si tratta di un frutto più grande, con una buccia più spessa e aroma meno intenso di quello della limetta (Citrus aurantifolia). I vantaggi della limetta persiana rispetto al lime sono legati alla dimensione maggiore, l'assenza di semi, l'assenza di spine dall'albero, la maggiore resistenza e la più prolungata conservabilità. I frutti sono meno acidi di quelli della limetta e non hanno quello spunto amaro che costituisce una caratteristica della limetta.

## Coltivazione
Le piante sono propagate per innesto o per margotta. Una grande quantità di limetta persiana è coltivata, trasformata e esportata ogni anno principalmente dal Messico verso i mercati americani, europei e asiatici.
Le limette persiane sono originarie del Medio Oriente e sono state coltivate su larga scala in Iran e nell'Iraq meridionale.